# Jaume Almera i Comas
Jaume Almera i Comas (Vilassar de Mar, 5 de maig de 1845 - Barcelona, 15 de febrer de 1919), geòleg i paleontòleg català; fundà el Museu Geològic del Seminari de Barcelona.

## Biografia
Va simultaniejar els estudis eclesiàstics amb els universitaris. Es va matricular a la Facultat de ciències exactes, físiques i naturals de la Universitat de Barcelona i va obtenir els títols de batxiller en ciències el 22 de maig de 1869, el de llicenciat de la secció de físiques el 10 de febrer de 1871, el de llicenciat de la secció de naturals el 9 de maig de 1871 i el de doctor de la secció de naturals el 30 de juny de 1874.
En 1872 va finalitzar els estudis eclesiàstics a Barcelona i el 1876 es va llicenciar en Teologia al Seminari Central de València. El 1885 va ser nomenat canonge de la seu episcopal de Barcelona i degà l'any 1912.
Membre de la Reial Acadèmia de Ciències i Arts de Barcelona des de 1879, en va ser president durant els anys 1906 a 1908.
L'any 1874 va fundar el Museo de Geognosia y de Paleontología, que posteriorment va passar a anomenar-se Museu Geològic del Seminari, situat a l'edifici del Seminari Conciliar del carrer de la Diputació de la ciutat de Barcelona.
Arran de la seva mort el 1919, es produïren moltes mostres de dol tant en l'àmbit eclesiàstic com científic. El seu funeral, a la seu barcelonina de la qual era degà, fou un dels més multitudinaris dels quals es té record. Fou enterrat al Cementiri Vell de la ciutat comtal. Justament una dècada més tard, l'any 1929 les seves despulles foren traslladades a un sarcòfag obrat per l'escultor vilassarenc Enric Monjo i Garriga a l'interior de la capella del cementiri municipal de Vilassar de Mar.
Les seves investigacions es van centrar en les faunes fòssils d'invertebrats com a eina per a la datació dels terrenys i la confecció de mapes geològics. Fruit de les seves investigacions va poder confeccionar el mapa geològic de la província de Barcelona, a escala 1/100.000, l'any 1887 que s'havia començat a elaborar el 1884 des de la Diputació de Barcelona Posteriorment, aquest mapa es va publicar en cinc fulls a escala 1/40.000.
L'any 1965, el Consell Superior d'Investigacions Científiques va crear a Barcelona un centre d'investigació geològica que portava el seu nom, fins que va ser rebatejat el 3 de juliol de 2020: l'Institut de ciències de la terra Jaume Almera. Té dedicat un carrer a Vilassar de Mar i porta el seu nom l'IES de Vilassar de Dalt.

## Guardons
- 1885 títol de canonge de la Santa Església Catedral de Barcelona.
- 1890 soci honorari de la "Société d'Études des Sciences Naturales de Besiers".
- 1895 títol d'acadèmic corresponent de l'Acadèmia Pontifícia de Roma.
- 1902 soci honorari de la "Sociedad Aragonesa de Ciencias Naturales".
- 1912 Alfons XIII li concedeix la dignitat de degà del Capítol de la Seu de Barcelona.
- 1916 vocal honorari de la Junta de Ciències Naturals.
- 1922 l'Ajuntament de Vilassar de Mar li dedicà un carrer.
- 1965 el Consell Superior d'Investigacions Científiques va crear a Barcelona un centre d'investigació geològica que porta el seu nom: Institut de ciències de la Terra 'Jaume Almera'.
- Porta el seu nom l'institut d'ensenyament secundari de Vilassar de Dalt.
- 1977 L'associació "Amics de Vilassar" li erigeix un monument al carrer del Carme de Vilassar de Mar.
- Llorenç Tomàs, geòleg i Joaquim Folch, geòleg i enginyer de mines, descobreixen una sal i li posen per nom: almeraïta.

## Galeria

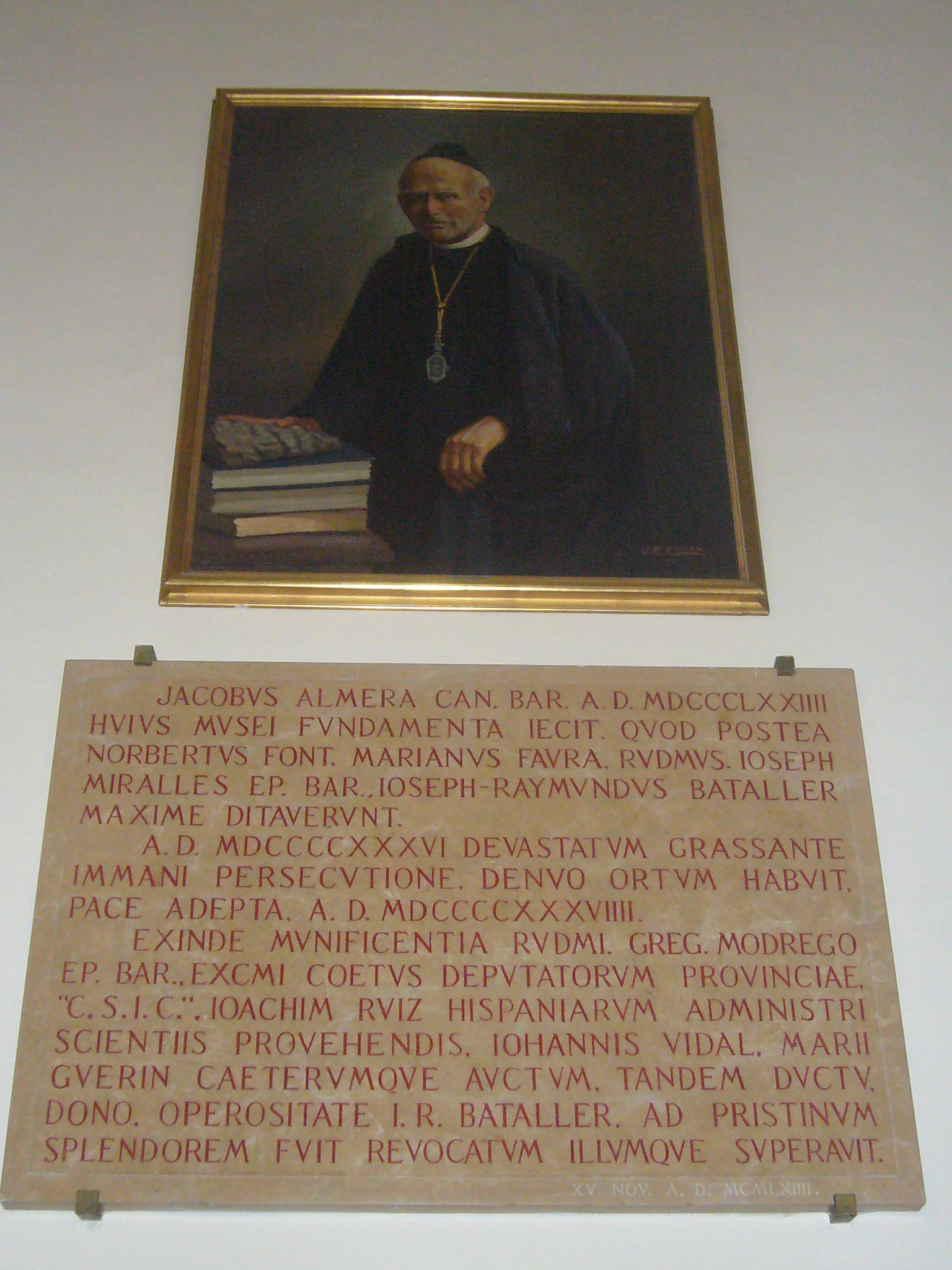
Retrat i placa al Museu Geològic del Seminari de Barcelona
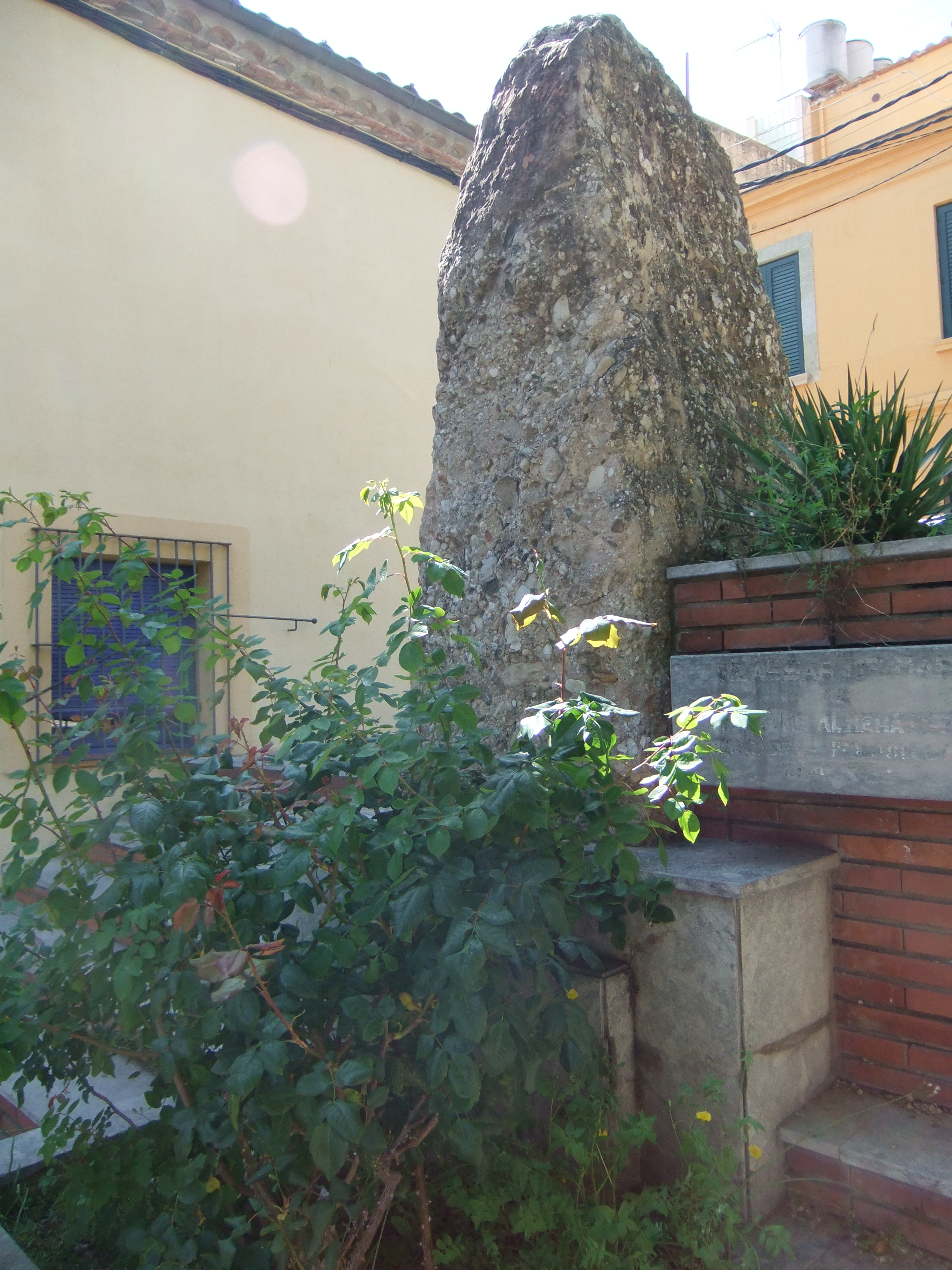
Monument al carrer del Carme de Vilassar de Mar
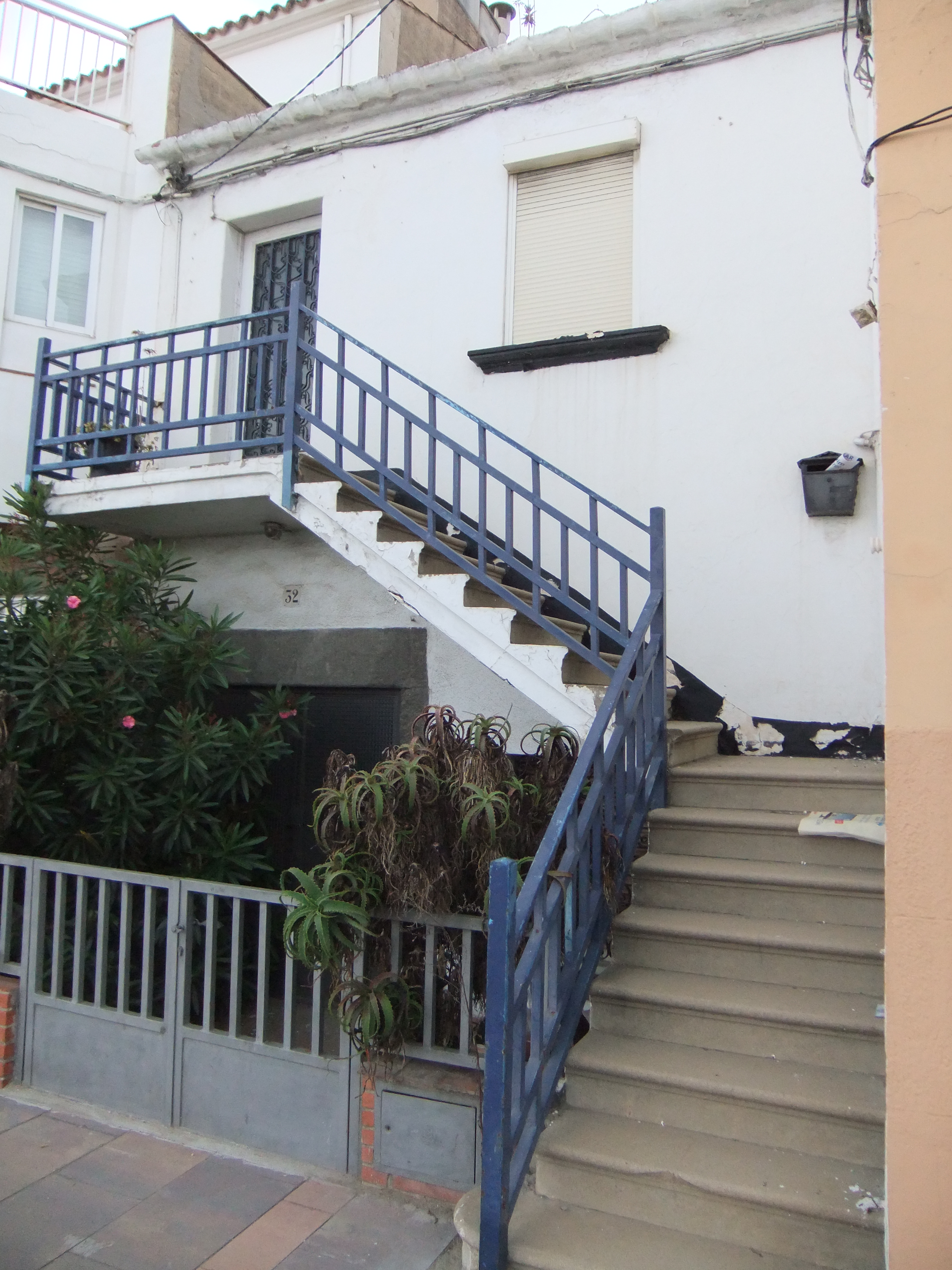
Casa natal del canonge Almera a Vilassar de Mar
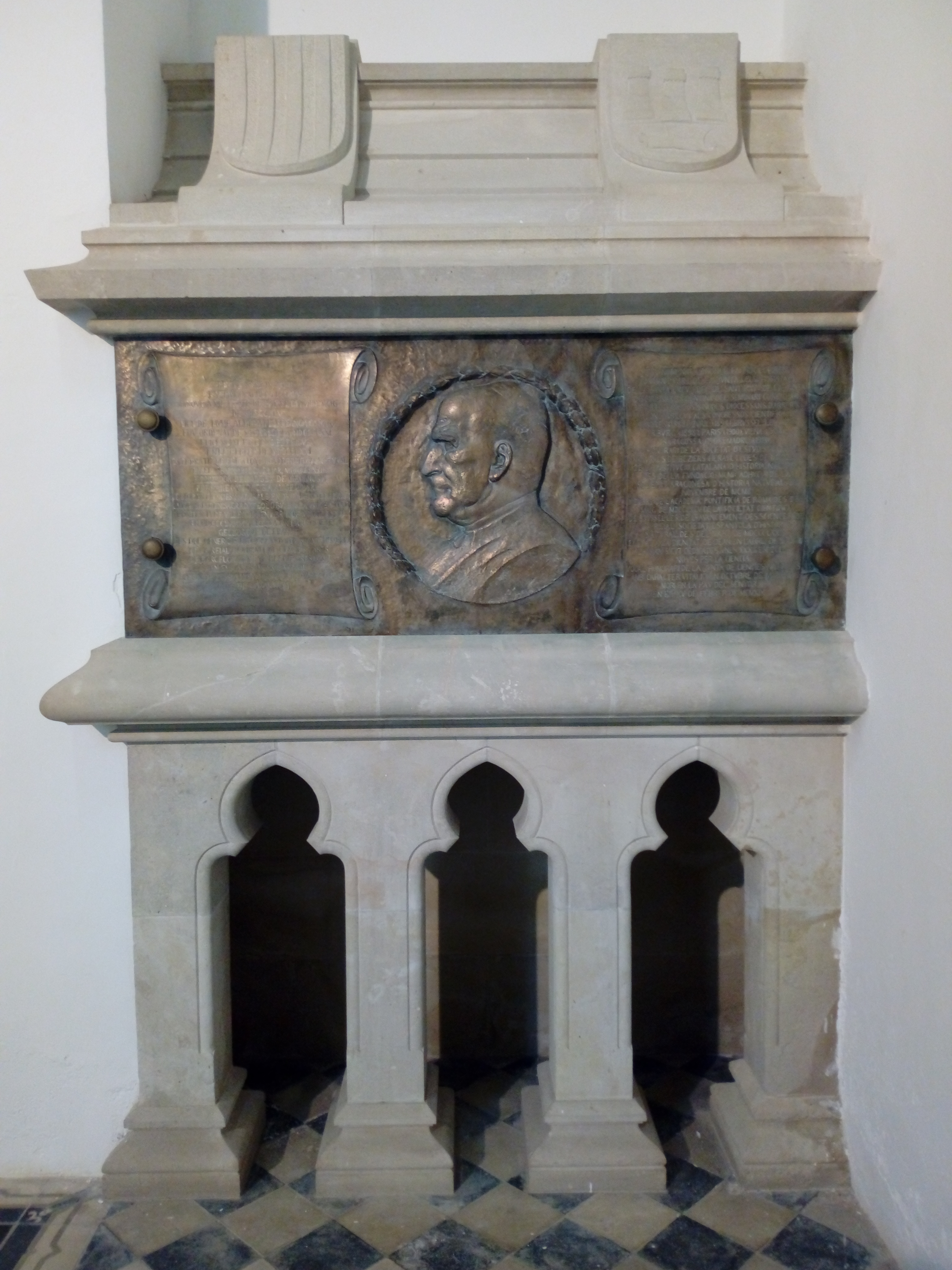
Tomba del canonge Almera dins la capella del cementiri de Vilassar de Mar